# Liferay
Liferay è un enterprise portal free e open Source scritto in Java, distribuito con licenza GNU LGPL e opzionalmente con licenza commerciale.
È stato posizionato da Gartner nel Magic Quadrant tra i leader degli “Horizontal portal“, unico open source.

## Caratteristiche
Consiste in tre parti: un kernel (Liferay Portal), che funge da base per le applicazioni e i contenuti, un Content Management System (Liferay CMS) e una suite di applicazioni per realizzare collaboration e social networks (Liferay Collaboration).
È basato su un'architettura service-oriented (SOA), che rende possibile lo sviluppo di applicazioni, chiamate Portlet, a partire dai servizi web esistenti. Queste portlet sono delle applicazioni web scritte in Java, concepite per essere inserite all'interno di un portale, definite negli standard JSR-168 e JSR-286.
Le portlet sono componenti che definiscono il markup della singola applicazione all'interno di una pagina del portale. Esse sono gestite da un portlet container ed un portal server, che è responsabile di servire le pagine al browser. Questi due sistemi, insieme, costituiscono l'infrastruttura del portale necessaria al deployment delle applicazioni.
Per quanto riguarda la persistenza del database, Liferay dispone di un code-generator, chiamato “service builder“, che permette di generare automaticamente entità, script sql e classi di interfaccia al database.